# 南泰熙
南泰熙（남태희，1991年7月3日—），韩国足球运动员，现效力于日本職業足球聯賽球队橫濱水手，韩国国家足球队成員。

## 俱乐部生涯
南泰熙高中时曾经和池东沅一起到英格兰球队雷丁受训。2008年8月，他和法甲球队瓦朗谢讷签订足球生涯的第一份职业合同。2009年8月8日，他在和南锡的联赛比赛中迎来职业生涯的首秀，刚满18岁的南泰熙因此成为法甲联赛历史上登场最年轻的亚洲球员。
2011年12月26日，在为瓦朗谢讷一线队效力两个半赛季后，南泰熙接受卡塔尔星级足球联赛球队莱科维亚开出的合同，加盟球队。2012年1月1日，他在和哈莱提亚的比赛为球队首次出场。1月19日，南泰熙罚进一个任意球，帮助球队1比0击败阿赫利，这是他职业生涯的首个联赛进球。
2023年8月1日，南泰熙與J1聯賽球會橫濱水手簽約。

## 国际比赛生涯
南泰熙曾经入选过韩国各个年龄级别的国家青年队。2012年6月，南泰熙入选韩国国奥队参加2012年夏季奧林匹克運動會足球比賽的名单，并跟随韩国队最终获得铜牌。
2011年2月9日，南泰熙在韩国国家队和土耳其的友谊赛中首次代表成年国家队出场。

## 榮譽

### 國家隊
韓國U23
- 夏季奧林匹克運動會足球比賽銅牌：2012年